# 加茂町戸賀
加茂町戸賀（かもちょうとか）は岡山県津山市にある地名。郵便番号は709-3903。

## 地理
加茂町塔中、加茂町齋野谷の北に位置する。西は加茂町宇野、東は加茂町青柳、北は加茂町黒木に接する。

## 歴史

### 沿革
- 1889年6月1日 - 町村制施行に伴い、東北条郡戸賀村が宇野村、倉見村、黒木村、小中原村、齋野谷村、塔中村、原口村と合併し、加茂村となる。戸賀村は大字戸賀となる。
- 1900年4月1日 - 東北条郡が東南条郡、西西条郡、西北条郡と合併し、苫田郡となる。
- 1924年7月1日 - 苫田郡加茂村が町制、加茂町となる。
- 1942年5月27日 - 加茂町が西加茂村、東加茂村と合併し、新たに加茂町となる。
- 1951年1月1日 - 加茂町から旧・加茂町が分離、新加茂町となる。旧・西加茂村、旧・東加茂村の範囲が加茂町として残る。
- 1954年4月1日 - 苫田郡加茂町、新加茂町、上加茂村が合併、新たに加茂町となる。
- 2005年2月28日 - 加茂町が苫田郡阿波村、勝田郡勝北町、久米郡久米町とともに津山市に編入され、加茂町域の大字にはそれぞれ前に加茂町が付き、大字の文字表記を削除、大字戸賀は加茂町戸賀となった。

## 世帯数と人口
2021年（令和3年）1月1日現在の世帯数と人口は以下の通りである。
| 町丁       | 世帯数 | 人口 |
| ---------- | ------ | ---- |
| 加茂町戸賀 | 24世帯 | 48人 |

## 小・中学校の学区
市立小・中学校に通う場合、学区は以下の通りとなる。
| 番地 | 小学校             | 中学校             |
| ---- | ------------------ | ------------------ |
| 全域 | 津山市立加茂小学校 | 津山市立加茂中学校 |

## 交通

### 道路
- 岡山県道336号倉見斉の谷線